# Le Député d'Arcis
Le Député d’Arcis est un roman  inachevé d’Honoré de Balzac, paru à titre posthume en 1854.

## Historique
Commencé en 1839 et abandonné, repris par l’auteur en 1842 et 1843, puis en 1847, il entre dans les Scènes de la vie politique de La Comédie humaine. Il ne sera finalement publié en volume qu’après la mort de l’auteur, en 1854, grâce au concours dévoué de Charles Rabou, qui le terminera comme d’autres romans laissés inachevés par Balzac.
La première partie du roman paraît en 1847 dans L’Union monarchique sous le titre : L'Élection. Le roman intégral complété par Charles Rabou, selon les indications de Balzac et d’Ewelina Hańska, est publié en 1852 dans Le Constitutionnel en trois parties qui rassemblent : L'Élection, Le Comte de Sallenauve et La Famille Beauvisage où la collaboration de Charles Rabou n'est pas mentionnée. Les trois parties du Député d’Arcis ne parurent pas ensemble. La première est éditée chez Potter en 1854 avec la mention « Terminé par Charles Rabou », Le Comte de Sallenauve et La Famille Beauvisage paraissent l’année suivante (1855) et plus tard chez Michel Lévy dans les Œuvres complètes d’Honoré de Balzac avec la mention « Terminé par Charles Rabou » (1864).

## Thème
L’action se situe dans le même cadre que celui d’Une ténébreuse affaire dont on retrouve les personnages sous les traits de leurs descendants : Giguet, Goulard, Michu, Violette, les Cinq-Cygne, Simeuse, Chargebœuf, Gondreville (dont l’enlèvement avait donné lieu à un procès et qui a maintenant quatre-vingts ans). Les luttes de pouvoir sont tout aussi féroces dans cette petite ville de province où deux partis s’affrontent, chacun des deux étant prêt à tout pour obtenir « son » statut de député. Cet ouvrage s’inscrit bien dans la continuité de La Comédie humaine, puisqu’on y retrouve Eugène de Rastignac, lui-même député élu pour la deuxième fois, Maxime de Trailles, le baron de Nucingen, la marquise d’Espard et tout un cercle parisien qui a grand intérêt à régler l’affaire à son avantage. Le nouvel élu devant abandonner son siège à Maxime de Trailles, le roman devait s’achever sur le triomphe du dandy et son mariage avec Cécile Beauvisage.